# Evropsko prvenstvo v odbojki 2019
Evropsko prvenstvo v odbojki 2019 je bilo 31. evropsko prvenstvo, ki je potekalo v štirih državah - Belgiji, Franciji, Nizozemski in Sloveniji. Polfinalna boja sta potekala v Sloveniji in Franciji, finale pa v Parizu, Francija.
Naslov evropskega prvaka je osvojila reprezentanca Srbije, ki je v finalu premagala slovensko reprezentanco.

## Prizorišča
| Skupina A         | Skupina B                 | Skupina B                 | Skupina C osmina finala četrtfinale polfinale | Skupina D                 |
| ----------------- | ------------------------- | ------------------------- | --------------------------------------------- | ------------------------- |
| FRA Montpellier   | BEL Bruselj               | BEL Antwerpia             | SLO Ljubljana                                 | NLD Rotterdam             |
| Park&Suites Arena | Palais 12                 | Lotto Arena               | Arena Stožice                                 | Ahoy Rotterdam            |
| 10.700            | 15.000                    | 5.218                     | 12.480                                        | 15.818                    |
|                   |                           |                           |                                               |                           |
| Skupina D         | osmina finala četrtfinale | osmina finala četrtfinale | osmina finala četrtfinale                     | polfinale 3. mesto finale |
| NLD Amsterdam     | FRA Nantes                | BEL Antwerpia             | NLD Apeldoorn                                 | FRA Pariz                 |
| Sporthallen Zuid  | Hall XXL                  | Sportpaleis Antwerp       | Omnisport Apeldoorn                           | AccorHotels Arena         |
| 6.000             | 10.200                    | 23.359                    | 5.000                                         | 20.300                    |
|                   |                           |                           |                                               |                           |

## Skupine prvenstva
Žreb skupin je potekal 16. januarja 2019 v Bruslju, Belgija.
| Skupina A   | Skupina B | Skupina C  | Skupina D  |
| ----------- | --------- | ---------- | ---------- |
| Francija    | Belgija   | Slovenija  | Nizozemska |
| Italija     | Srbija    | Rusija     | Poljska    |
| Bolgarija   | Nemčija   | Finska     | Češka      |
| Portugalska | Slovaška  | Turčija    | Estonija   |
| Grčija      | Španija   | Makedonija | Ukrajina   |
| Romunija    | Avstrija  | Belorusija | Črna gora  |